# 墨丘利10美分硬币
墨丘利10美分硬币（英語：Mercury dime）又称带翼自由女神头像10美分硬币（Winged Liberty Head dime），是美国铸币局1916至1945年生产的银质10美分硬币。阿道夫·温曼设计的正面是青年自由女神，头上还戴着有翅膀的弗里吉亚无边便帽，“带翼自由女神头像”之名便由此而来；这一设计还被误认为是罗马神话中的墨丘利，所以得名“墨丘利10美分”。据信，温曼是以律师兼诗人华莱士·史蒂文斯的夫人埃尔西·史蒂文斯作为自由女神的模特儿。硬币背面刻有代表团结和力量的束棒，以及代表和平的橄榄枝。
1916年，由铸币局首席雕刻师查尔斯·爱德华·巴伯设计的多种面额银币面世已满25年，可以由财政部和铸币局共同决定是否更换，无需再经国会授权。铸币局官员对此存在误解，以为所有设计都必须更换，因此在3位雕刻家间展开设计竞赛，已担任首席雕刻师36年的巴伯也有递交方案，但最终温曼的方案入选成为10美分和半美元的新设计。
虽然设计图案因其美观获得好评，但由于自动售货机难以正常识别新币，铸币局还是不得不做出调整。墨丘利10美分硬币一直生产到1945年，再经财政部下令，由纪念不久前去世的总统富兰克林·德拉诺·罗斯福的新设计取代。

## 构想
1890年9月26日，美国国会通过法案，其中规定：
在得到财政部长批准的情况下，铸币局局长有权准备并采纳新的设计……但是，所有硬币的设计或模具从获得采纳开始，至少要25年后才能更改……但铸币局局长仍然有权在得到财政部长批准后临时与一位或多位在对应领域顶尖的艺术家接洽，这些艺术家应该获得报酬，款项从费城铸币局的拨款中支取。

1892年面世的巴伯造币包括10美分、25美分，以及半美元3种面额，全部是由铸币局首席雕刻师查尔斯·爱德华·巴伯设计。铸币局先是举办设计竞赛，为19世纪30年代就开始生产的坐姿自由女神系列硬币物色新设计方案。但是，铸币局提供的奖金数额太少，所有获邀艺术家都不愿递交作品。比赛向公众开放，但评审委员会却无法找到一套适合的作品。面对这样的结果，利奇指示巴伯独自设计角币、25美分和半美元硬币，巴伯造币由此诞生。但是，这些硬币却引起公众的极大反弹。
从1905年开始，多届总统政府都意图给予美国硬币更加现代而光彩的面貌。1907至1908年，双鹰金币、鹰扬、半鹰和四分之一鹰相继采用新设计，1美分和镍币也分别在1909和1913年更换设计，1916年，巴伯造币面世已满25年，更换设计方案的呼声此起彼伏。早在1914年，林肯1美分的设计者维克多·大卫·布伦纳（Victor David Brenner）就径自递交了几份设计方案。但财政部回应称，部长威廉·吉布斯·麦卡杜正忙于其他事务，实在抽身乏术。
1915年1月2日，《密歇根州制造商和金融记录》（Michigan Manufacturer and Financial Record）上刊登文章，其中有采访费城铸币局局长亚当·乔伊斯（Adam M. Joyce）的内容：
据我所知……50美分、25美分和10美分面值新币的发行尚未提上日程。不过，如果真要做出变更，我们希望新币会比前不久的圣高登斯双鹰、鹰扬、半鹰和四分之一鹰更易于维护（指模具），也更让人满意。从实际情况来看，野牛镍币和林肯1美分也存在问题。这都是因为政府希望铸造出来的硬币更有艺术美感，而不是更切合实际。

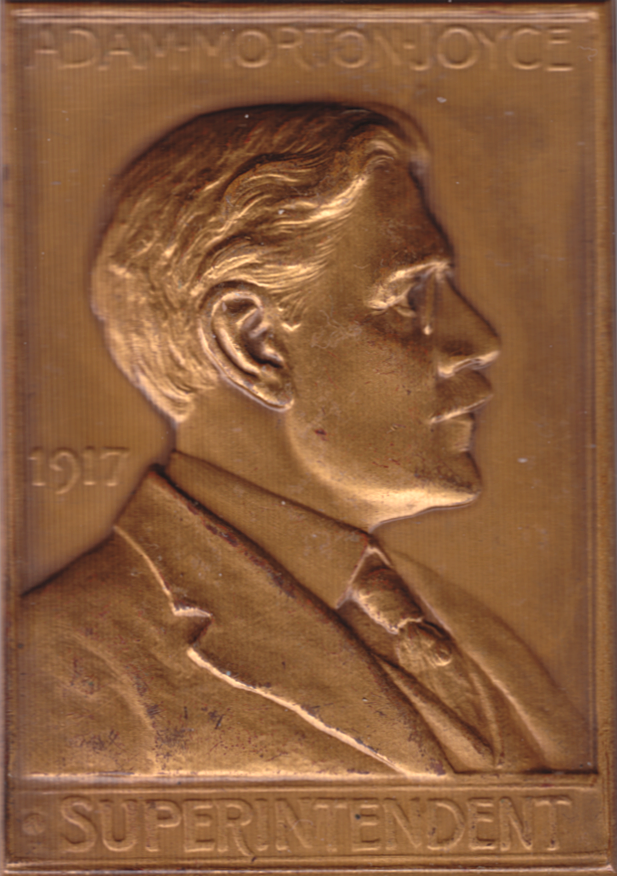
费城铸币局局长亚当·乔伊斯（图）对包括林肯1美分在内的多种新币不以为然，认为这些硬币的品相都很差。

1915年1月，财政部助理部长威廉··梅尔本（William P. Malburn）向麦卡杜递交备忘录，告知部长“目前银质半美元、25美分和10美分硬币（的设计方案）是在1892年更改，因此，1916年可以采用新设计，而且可以在这年中的任何时候开始”。麦卡杜则在这份备忘录上直接回复：“先由铸币局递交设计方案，之后再考虑是否要找别家”。
1915年4月，罗伯特·伍利（Robert W. Woolley）继任铸币局局长职位。4月14日，他对乔伊斯下达指令，请他安排已在任36年的首席雕刻师巴伯准备新设计方案。同日，梅尔本就铸币局是否能从1916年开始将新设计投产一事征询财政部代表律师的意见，律师于4月17日给出肯定的答复。铸币局当时正忙于生产巴拿马－太平洋纪念币，没有马上根据财政部指示采取行动。10月，巴伯经传唤前往首都哥伦比亚特区，与伍利商讨硬币设计事宜，但他此行是否带有新币草图这点已不可考。
12月3日，伍利与美术委员会会面，请委员会审视铸币局雕刻部制作的草图。巴伯也在现场，向委员会成员说明硬币生产工艺。伍利还向委员会表示，如果他们不中意铸币局的作品，那么可以推荐几位雕塑家提供新设计。巴伯造币的10美分、25美分和半美元设计图案几乎完全相同，伍利打算3种硬币都采用截然不同的新设计。伍利还告知委员会，巴伯造币的设计已经沿用了25年，所以必须更换——据钱币史学家大卫·兰格（David Lange）所言，这显然是“对铸币法律的误解”。
委员会对巴伯递交的铸币局草图并不满意，并推荐阿道夫·温曼（Adolph Weinman）、赫尔蒙·麦克尼尔（Hermon MacNeil）和阿尔宾·波拉塞克（Albin Polasek）3位雕塑家提供新设计方案，而且3人都可以递交多份草图。由铸币局自行决定要在哪种面额硬币上采用哪种设计，无须考虑设计师的初使意图，但是这些设计方案并不能无所顾虑地互换。根据国会已经通过的法律，25美分和半美元硬币的背面必须刻有老鹰，而10美分上则不能出现老鹰。伍利希望，3位雕塑家都有1种硬币设计方案入选。

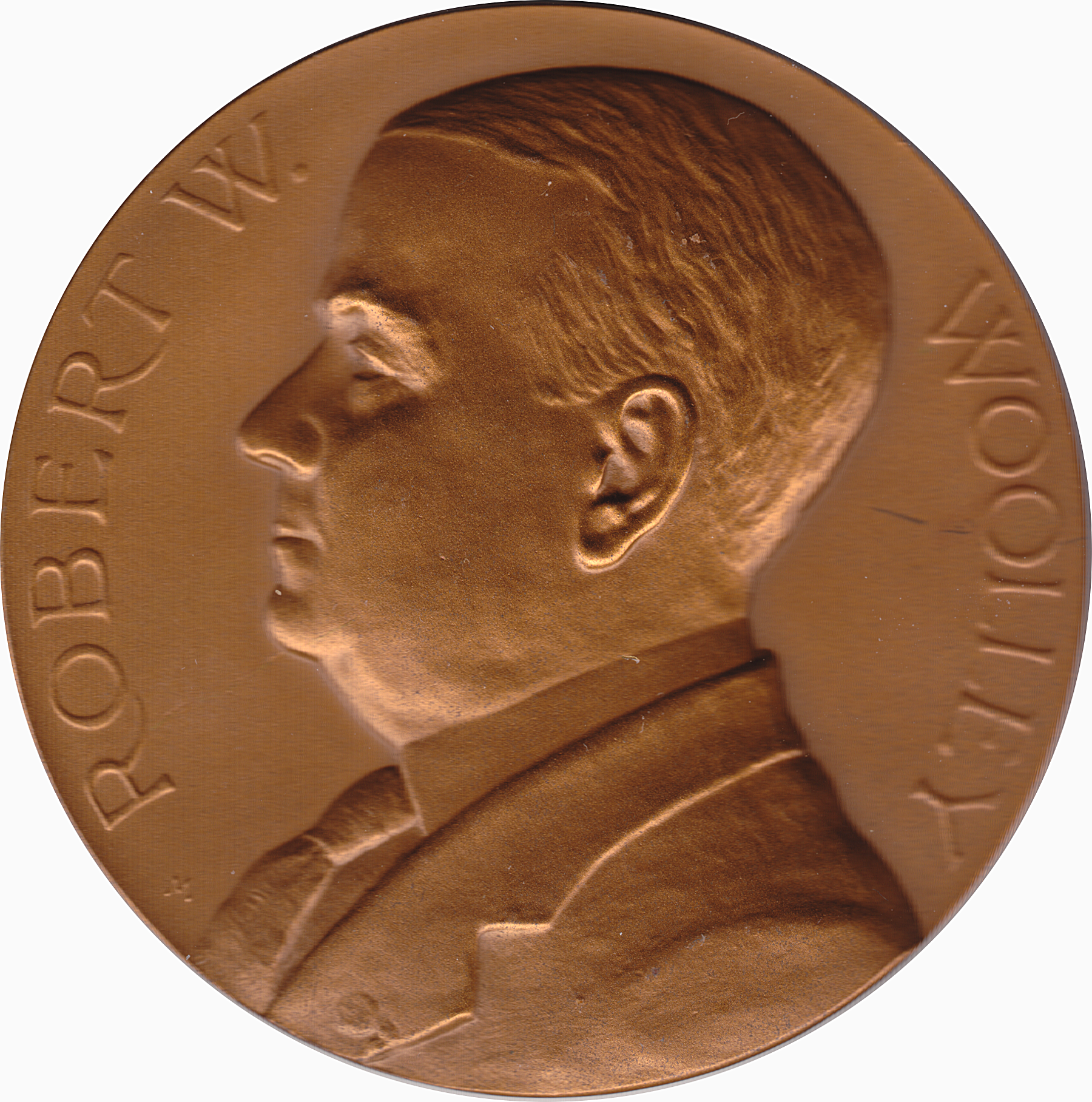
铸币局局长罗伯特·伍利（上图是铸币局助理雕刻师乔治·摩根为伍利设计的铸币局奖章）主张以新设计替换巴伯造币，但他可能不知道，自己并不是一定要更换这些设计。

3位雕塑家都在2月中旬递交设计草图，再于2月23日前往纽约与伍利会面，以便向他展示作品，并回应他可能提出的问题。伍利和麦卡杜经过多次探讨后于2月28日通知温曼，他有5幅草图入选，分别沿用到10美分、半美元，以及25美分的背面。同日，伍利致信麦克尼尔，告知他的设计入选为25美分的正面，还致信波拉塞克，告知对方没有作品入选。美术委员会劝告伍利，不要让一位艺术家负责这么多份设计任务，最终25美分的两面均交给麦克尼尔设计，由他对之前递交的草图做修改。
3月3日，财政部宣布将更换硬币设计，并在新闻稿中称：“根据法律要求，这些硬币的设计必须每25年更换一次，现行硬币的25年期限在1916年结束”。新闻稿中还表示，财政部希望在确定设计方案两个月后让新币投产。这天伍利致信巴伯，告知首席雕刻师的设计方案没有得到采纳，温曼和麦克尼尔的设计模型最迟会在5月1日抵达费城铸币局。据钱币史学家沃尔特·布林（Walter Breen）记载，巴伯对此感到愠怒，变得“极不合作”。兰格指出，投产前出现多次延误，几位雕塑家“一方面需要微调自己的模型，另一方面还要力图避开巴伯在他们道路上设立的障碍。虽然他从许多造币实践角度提出的意见都非常准确，但这些意见显然可以通过更具建设性的方式呈现出来。”兰格在有关墨丘利10美分硬币的著作中进一步指出，巴伯这时已是75岁高龄，但在之前10年里，他“被迫参与到对他一生成就的系统性抹杀当中”，在此期间，他不得不参与多项工作，这些工作的结果都是以他人的作品取代他过去的设计。
新设计的3种硬币面世后，所有的美国硬币这时都有了新设计（摩根银元此时尚未投产）。据1916年末《艺术世界》杂志刊载的专栏文章所说：
自（19世纪的）那一天起，我们的钱币已经有了许多艺术性的进步。多位知名雕塑家获聘，并取得令人钦佩的成果……现在，我们又有了温曼设计的新版半美元和10美分，还有麦克尼尔设计的新版25美分。回想起来，这一切似乎是令人难以置信的成就。

## 设计

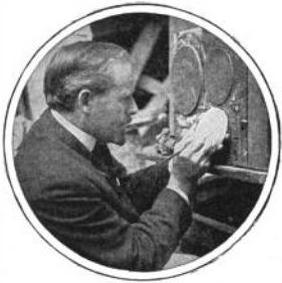
据信，阿道夫·温曼（图）是以邻居埃尔西·史蒂文斯为模特儿，设计墨丘利10美分硬币正面的自由女神头像。

温曼从未透露过墨丘利10美分硬币正面头像的模特儿身份，也没有任何人声称自己就是模特儿。温曼曾于1913年为律师兼保险公司高管华莱士·史蒂文斯（之后还成为知名诗人）的夫人埃尔西·史蒂文斯（Elsie Stevens）雕刻过半身像，许多人认为，墨丘利10美分正面的自由女神正是根据这座半身像设计。1909至1906年间，史蒂文斯夫妇租下温曼的一套公寓。伍利曾在未经发表的自传草稿中记载，温曼拒绝透露模特儿的名字，但曾向他透露那是一位律师的夫人，曾住在温曼位于曼哈顿的公寓楼上。不过，伍利之后改写了自传，其中去掉了公寓的地点，只称温曼表示那是一位律师朋友的太太。伍利还记载，温曼曾告知，模特儿是用一双旧丝袜来模拟帽子的效果。1966年，史蒂文斯夫妇的女儿霍莉·史蒂文斯（Holly Stevens）在编辑出版父亲的信件时指出，母亲正是当年温曼设计10美分和半美元硬币的模特儿。1909年在巴尔的摩竖立的雕塑群“北军将士和水手纪念牌”也是温曼的作品，其中的胜利女神形象也与硬币上的自由女神存在相似之处。

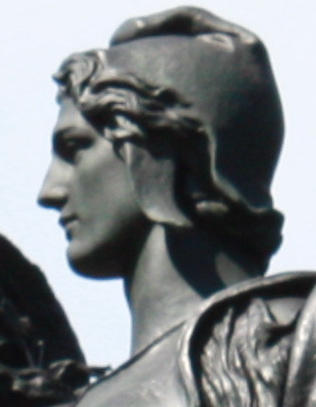
1909年在巴尔的摩竖立的雕塑群“北军将士和水手纪念牌”也是温曼的作品，其中的胜利女神（图）与墨丘利10美分上的自由女神存在相似之处。

温曼为10美分正面设计的自由女神形象有一头环扎起来的紧密卷发，还戴有一顶传统自由帽。帽子旁边还有翅膀，这样的设计让人联想到罗马共和国硬币迪纳厄斯，艺术史学家科尼利厄斯·弗缪尔（Cornelius Vermeule）认为这样的设计非常肤浅。温曼表示，他认为带有翅膀的帽子代表人们的“思想自由”。弗缪尔指出，温曼曾师从奥古斯都·圣高登斯（Augustus Saint-Gaudens），在许多方面都遵循圣高登斯的传统，采用这种翅膀的一个重要原因，就是他和圣高登斯都喜欢这种翅膀经浮雕呈现出来的效果。硬币背面刻有陪同罗马行政官的刀斧手所持的束棒，在硬币上代表战争和公正，与旁边代表和平的一大条橄榄枝形成对比。据布林所说：“温曼在这一设计中包含的标志信息……显然就是‘不要踩着我’的升级”。束棒还由皮带横斜绑住，皮带再在最下端打成结。硬币刻字也是罗马风格，字型刻制已尽可能保持圆润工整。硬币正面还刻有温曼姓名首字母缩写组成的花押字，位于年份和的最后一个字母之间。铸造标记位于硬币背面，在的最后一个字母和橄榄枝之间。
伍利在1916年的报告中这样向财政部长介绍温曼的设计方案：
由于10美分的尺寸狭小，因此其设计较为简约。正面是自由女神头像，还戴了顶有翅膀的帽子。头部线条简单而有力，形成坚实的轮廓。背面刻有绑成一捆的棍子和战斧，人称“束棒”，是团结的象征，代表国家的实力。束棒周围有枝叶饱满的橄榄枝环绕，代表和平。

## 准备

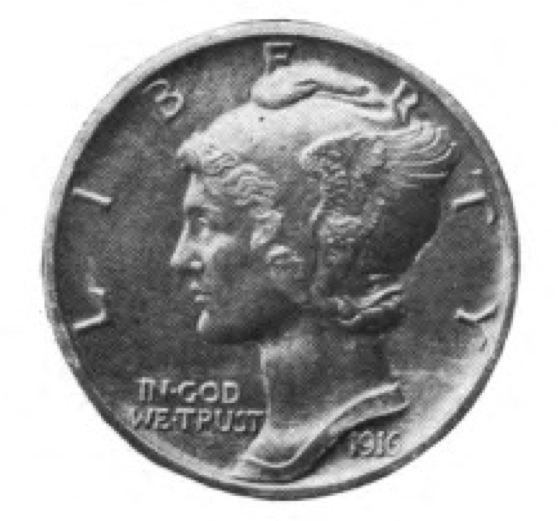
铸币局局长1916年报告上的这张图片是这年试铸的一枚墨丘利10美分图案币。与实际发行的硬币相比，图案币上没有温曼的姓名缩写花押字，而且头像更偏右侧，顶端的字母“E”被头像阻挡的部分也少一些。

温曼赢得竞赛后曾几次到访铸币局，探讨将模型转制为成品模具的相关事宜。第一次巴伯不在，但他和长期担任助理雕刻师的乔治·摩根（George T. Morgan）有卓具成效的交流。之后他又多次到访，伍利于3月29日致信乔伊斯称：“设计新硬币的雕塑家私下表示，他觉得上次到访（铸币局）时，摩根先生远比巴伯先生态度诚恳，更加合作。我意识到，自己正在两位艺术性情截然不同的艺术家打交道。”由于患上严重的扁桃體炎，温曼的工作被迫延迟，不得不请求把原计划的5月1日这一最后期限延迟。5月29日，伍利致信温曼，表示铸币局已经认可10美分和半美元的设计方案。
3种面额的巴伯造币都没有在1916年生产，所以市场需求已经累积到很高的程度。6月24日，伍利在给乔伊斯的信中写道：
10美分一切正常。请知悉，为了让新版10美分尽快投产，供3家铸币局使用的生产模具都已尽快赶制。这些硬币的需求极其巨大。每个看过这些硬币的人都觉得它们美极了。我在此恳求您，在接获本办事处的任何特别指示前，不要发行新版10美分硬币。

两天后，模具制作因刻字不够清晰而中止。不过，铸币局还是授权向温曼支付了设计报酬。7月15日，伍利辞去铸币局局长职务，担任威尔逊总统竞选连任的宣传主任。继任人选弗里德里希·约翰内斯·雨果·冯·恩格尔肯（Friedrich Johannes Hugo von Engelken）直到1916年9月1日才走马上任，弗雷德··查芬（Fred H. Chaffin）在此以前代理局长职务。由于新的设计都还需要做多项小调整，无法即时投入生产，面对巨大的市场需求，铸币局别无选择，只能继续生产数以百万计的巴伯版10美分和25美分。
刻字问题解决后，代理局长查芬下令巴伯版10美分于8月29日停产，要求费城铸币局从30日开始生产墨丘利10美分。巴伯已为丹佛和旧金山铸币局准备好模具，但还在运输途中。铸币局还将少量新版10美分币送到自动售货机和投币电话制造商，有两家公司于9月2日回报称，新币与他们制作的机器存在兼容性问题。美国电话电报公司称，新版10美分太厚，他们生产的投币电话无法识别。美国销售机器公司要求调整设计，否则他们机器上的假币探测器不能正常工作。面对这些意见，冯·恩格尔肯下令停产墨丘利10美分。实际上，新版10美分并没有太厚的问题，而是硬币边缘的环太高，属于一种人称“鳍片”的品质缺陷。这个问题在温曼完成设计后就一直存在，只是铸币局误以为已经解决。丹佛和旧金山铸币局这时还没有生产新版10美分，巴伯版恢复生产。在此期间，媒体上出现报道，文章中引用了乔伊斯的话，冯·恩格尔为此下令，所有下属不得再向记者透露任何信息。
10美分投产期间遭遇的问题可能会对正在进行的总统竞选产生不利影响。麦卡杜询问铸币局，如果另行设计，要多长时间才能投产，答复是需要耗费数月之久。温曼于是自行修改设计，拉开与边缘的环的距离，同时降低浮雕高度，麦卡杜于9月28日批准修改过的设计。美国电话电报公司和美国销售机器公司都对这些更改感到满意。10月6日，冯·恩格尔授权乔伊斯制作铸币模具，新币随即投产。之前打造的硬币（包括提供给两家公司测试，之后再收回的硬币）予以融毁，但已知尚有1枚留存于世。

## 发行和生产，以及名称引发的争议

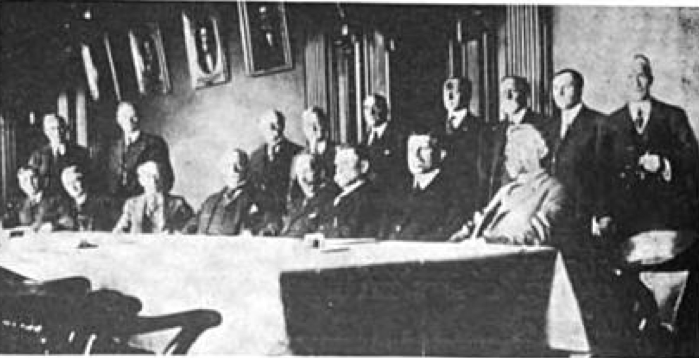
1916年2月9至10日，美国化验委员会召开年度会议，检验前一年里生产的硬币是否符合规格。委员会成员包括当时的铸币局局长罗伯特·伍利（后排站者，从左往右第4位），费城铸币局局长亚当·乔伊斯（后排最右侧），以及铸币局首席雕刻师查尔斯·爱德华·巴伯（站在伍利左侧）。

1916年10月30日，巴伯版10美分停产，墨丘利10美分开始进入市场流通。多家报纸对正面温曼姓名缩写的花押字太过显眼表示不满，《纽约时报》报道称，财政部正考虑将之去除。11月4日，温曼询问乔伊斯是否的确在考虑去除硬币上的花押字，乔伊斯则在回复中称赞温曼的设计，称铸币局对硬币上要刻什么图案没有决定权。温曼再度致信铸币局，希望对10美分的设计做更改，但铸币局在回复中告知，硬币设计这时只能通过国会法案授权更改。
1916年投产的3种新币中，墨丘利10美分得到的好评特别多。硬币发行首日只在银行限量出售。明尼阿波利斯的一家报纸戏称这是“战斧”10美分或“高尔夫”10美分，这也表明人们对“束棒”缺乏认知。1917年1月，《钱币学家》（The Numismatist）杂志刊登编辑信件，其中首度以昵称“墨丘利”（Mercury）称呼新版10美分。对于这一误称，兰格在著作中称：
大众媒体上几乎立刻就出现了这种误称，作家们都把显然是女性的自由女神想象成墨丘利的化身，他是罗马神话中神的信使，而且几乎可以肯定是男的。即便到了今天，这种硬币也以墨丘利10美分之名广为人知，部分出版物本着崇高的动机试图纠正这一错误，但显然无济于事。

1917年2月18日，担任了37年首席雕刻师的巴伯与世长辞，一直在他任内担任助理雕刻师的摩根继任，但他这时也已是72岁高龄。
新版10美分从投产后就开始大批量生产直至1930年，这其中只有1921至1923年，以及1916年丹佛铸币局的产量较少。1921至1923年间，美国经济陷入低迷，硬币需求因此降低。1922年是1826年后10美分硬币首次停产1年。由于大萧条一触即发，硬币铸造量于1930至1931年再度跌入低谷，1932至1933年完全中止。这些年份的硬币产量虽然相对较低，但因为有许多遭到囤积，所以如今并不罕见。事实证明，经济条件改善后，人们仍然可以在银行买到1930和1931年版10美分。经济回暖之际，硬币也于1934年恢复生产，每年10美分的产量都很高，直至设计方案再度变更时止。
1945年4月，总统富兰克林·德拉诺·罗斯福在任上辞世，发行带有已故总统形象硬币的呼声接踵而至。罗斯福与美国畸形儿基金会关系密切，该组织英语原名中的又有10美分之意，同时，墨丘利10美分已经投产超过25年，无需国会授权就能变更设计，因此财政部决定用这种面额硬币来纪念罗斯福。继任摩根首席雕刻师职位的约翰·辛诺克（John R. Sinnock）设计出带有罗斯福形象的10美分硬币，于1946年投产取代墨丘利10美分，1945年由此成为后者生产的最后一年。据铸币局局长内莉·泰洛·罗斯提供的数据，墨丘利10美分的总产量达26亿7723万2488枚。
美国铸币局于2015年宣布，计划将1916年开始发行的3种银币重铸成金币，供收藏家收藏，其中10美分的背面会刻上重量和成色。

## 收藏

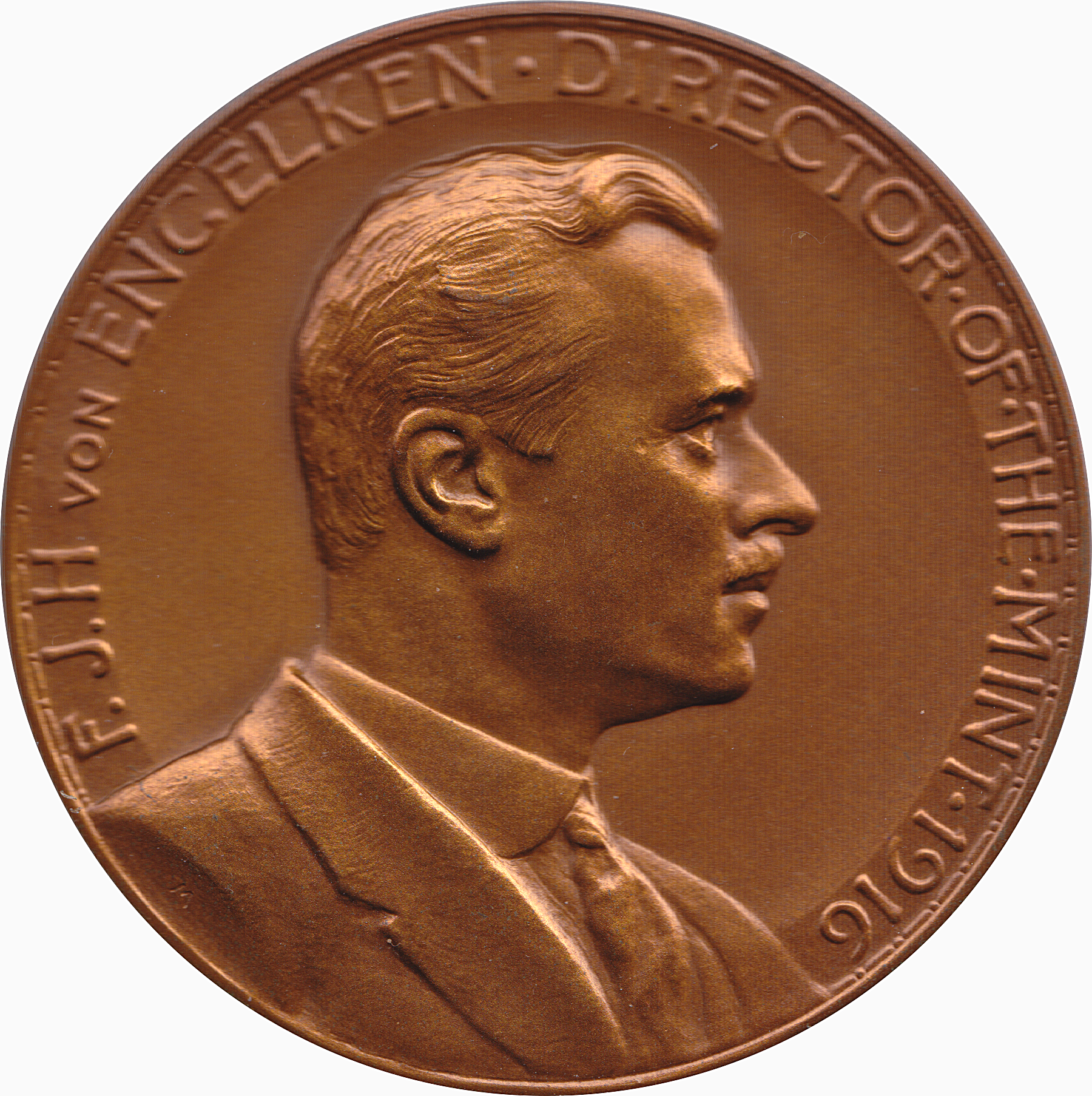
由助理雕刻师乔治·摩根设计的弗里德里希·约翰内斯·雨果·冯·恩格尔肯铸币局奖章

1916年，丹佛铸币局一共生产了26万4000枚墨丘利10美分，是这一系列中最珍稀的版本。造成该版本产量低的主要原因在于，冯·恩格尔肯于1916年11月通知3家铸币局的局长，25美分硬币有大量需求，并指示丹佛铸币局接下来只生产25美分，直至满足需求为止。丹佛铸币局此后直至1917年才继续生产10美分，1917-版也成为相对而言较为罕见的版本。
墨丘利10美分系列的变种很少。1942/41版通常被视为年份重叠产生的变种，但这实际上是由于铸币局使用了错误的模具。20世纪90年代以前，铸币局在生产模具时都会用模具压制两次，以求让设计图案完全成形，这些墨丘利10美分实际上是在1942年版模具和1941年版模具中各压了一次。辛诺克表示，这些硬币很可能是在1941年末生产，这时铸币局正在准备1942年的模具。这段时间，丹佛铸币局还生产出一种“1942/1-”版本，只是以肉眼观察不及前述版本明显。1945年旧金山铸币局生产的10美分还存在一种人气很高的“微型”版，硬币上的铸造标记与正常尺寸相比明显偏小。这一变种的出现是因为铸币局在二战时期使用的是与往年不同的短柱，铸造标记正是用这些短柱冲印到硬币上。20世纪初的菲律宾硬币也是在旧金山铸币局生产，这些硬币对应短柱上能够容纳的铸造标记很小，铸币局使用这样的短柱来为10美分加印铸造标记，“微型”版由此诞生。从1928年开始，私人出版商开始发行硬币册，其中大部分都是文件夹，许多人都用来收藏硬币。根据不同年份和铸造标记收藏现行硬币的人数大增。
许多墨丘利10美分没有完全成形，这意味着它们的设计图案细节在进入流通前就是不完整的。铸造品质特别好的10美分可以看到束棒上皮带的完整细节。由于硬币背面边缘的环比浮雕要低，因此进入流通后这一面会更容易磨损。大部分广泛流通的墨丘利10美分背面都存在磨损。
丹佛铸币局在1923和1930年没有生产墨丘利10美分，但却有仿冒的1923-和1930-版存在。这些仿冒品采用含银量较低的.925银打造，造假者可以通过铸币成本和成币面值间的价格差牟利。这两种仿冒币是在第二次世界大战结束后才出现，而且大多存在磨损。苏联曾在二战期间仿造美国硬币，这两种假币据信也是该国打造。

### 脚注
1. ↑  Richardson 1891，第806–807頁，26 Stat L. 484, amendment to R.S. §3510.
2. ↑  Breen 1988，第572–573頁.
3. 1 2  Lange 2006，第134頁.
4. ↑  Lange 2006，第136頁.
5. ↑  Burdette 2005，第12頁.
6. ↑  Burdette 2005，第13頁.
7. ↑  Michigan Manufacturing and Financial Journal, January 2, 1915.
8. ↑  Burdette 2005，第13–14頁.
9. 1 2  Burdette 2005，第14頁.
10. 1 2 3 4 5 6 7 8 9  Lange, History of the Mercury dimes.
11. ↑  Burdette 2005，第14–15頁.
12. ↑  Lange 1993，第3頁.
13. ↑  Burdette 2005，第16頁.
14. ↑  Burdette 2005，第19–20頁.
15. ↑  Burdette 2005，第22–23頁.
16. ↑  Burdette 2005，第26–27頁.
17. 1 2  Lange 1993，第4–5頁.
18. 1 2  Breen 1988，第326頁.
19. 1 2  Lange 2006，第150頁.
20. 1 2 3  Lange 1993，第4頁.
21. ↑  Vermeule 1971，第139頁.
22. ↑  The Art World.
23. 1 2  Burdette 2005，第172頁.
24. ↑  Burdette 2005，第173頁.
25. 1 2 3 4  Vermeule 1971，第145頁.
26. 1 2  Lange, October 2012，第42頁.
27. ↑  Breen 1988，第327頁.
28. ↑  Woolley 1916，第8頁.
29. ↑  Taxay 1983，第347–348頁.
30. ↑  Burdette 2005，第60–61頁.
31. ↑  Burdette 2005，第62–65, 105頁.
32. 1 2  Burdette 2005，第65頁.
33. ↑  Burdette 2005，第66頁.
34. ↑  Burdette 2005，第93頁.
35. ↑  Burdette 2005，第94頁.
36. ↑  Burdette 2005，第178頁.
37. ↑  Lange, October 2012.
38. ↑  Gilkes, 2015-06-17.
39. ↑  Lange, October 2012，第42–43頁.
40. 1 2  Lange, Mercury dimes: 1942/41.
41. 1 2  Lange, Mercury dimes: Collecting.
42. ↑  Lange, Mercury dimes: Grading.
43. ↑  Lange, Mercury dimes: Counterfeit & Altered Coins.

### 文献
书目
- Breen, Walter. . New York, N.Y.: Doubleday. 1988. ISBN 978-0-385-14207-6.
- Burdette, Roger W. . Great Falls, Va.: Seneca Mill Press LLC. 2005. ISBN 978-0-9768986-0-3.
- Lange, David W. . Virginia Beach, Va.: DLRC Press. 1993. ISBN 978-1-880731-17-8.
- Lange, David W. . Atlanta, Ga.: Whitman Publishing LLC. 2006. ISBN 978-0-7948-1972-9.
- Richardson, William Allen (编).  1. Washington, D.C.: US Government Printing Office. 1891  [2015-07-28]. （原始内容存档于2021-02-10）.
- Taxay, Don.  reprint. New York, N.Y.: Sanford J. Durst Numismatic Publications. 1983 [1966]. ISBN 978-0-915262-68-7.
- Vermeule, Cornelius. . Cambridge, Mass.: The Belknap Press of Harvard University Press. 1971. ISBN 978-0-674-62840-3.

其它来源
- . The Art World (New York: The Kalon Publishing Company, Inc.). 1916-10, 1 (1): 19–20, 74. JSTOR 25587646.
- Carter, Frank E. . Michigan Manufacturing and Financial Journal (Detroit, Mich.: Manufacturers Publishing Company). 1915-01-02: 16  [2015-07-28]. （原始内容存档于2020-12-02）.
- Lange, David. . DLRC Press. 2005-01-09  [2014-07-31]. （原始内容存档于2014-07-31）.
- Lange, David. . DLRC Press. 2005-01-09  [2014-07-31]. （原始内容存档于2014-07-31）.
- Lange, David. . DLRC Press. 2005-01-09  [2014-07-31]. （原始内容存档于2014-07-31）.
- Lange, David. . DLRC Press. 2005-01-09  [2014-07-31]. （原始内容存档于2014-07-31）.
- Lange, David. . DLRC Press. 2005-01-09  [2014-09-24]. （原始内容存档于2014-09-24）.
- Lange, David. . The Numismatist (Colorado Springs, Co.: American Numismatic Association). 2012-10: 40–46.
- Woolley, Robert W. . Washington, D.C.: US Government Printing Office: 8. 1916  [2015-07-28]. （原始内容存档于2013年4月15日）.
- Gilkes, Paul. . Coin World. 2015-06-17  [2015-07-29]. （原始内容存档于2015-06-19）.